# 伊莎贝拉二世大桥
伊莎贝拉二世大桥（Puente de Isabel II）又名特里亚纳桥（Puente de Triana），是西班牙塞维利亚的一座金属拱桥，连接特里亚纳区与市中心。它穿过瓜达尔基维尔河的分支阿方索十三世运河（Canal de Alfonso XIII），后者将特里亚纳区分隔，几乎是一个岛屿。
该桥建于伊莎贝拉二世统治期间，于1852年建成，是塞维利亚第一座固定桥梁，取代以前由船只组成的浮桥（浮桥）。这座浮桥最初是由摩尔人在12世纪建造，存在了7个世纪。

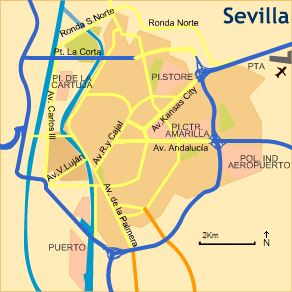
塞维利亚地图